# ペタル・デュリチュコヴィッチ
ペタル・ジュリチュコヴィッチ（セルビア語: Петар Ђуричковић, Petar Đuričković、1991年6月20日 - ）は、セルビアのサッカー選手。ポジションはMF。

## クラブ歴
FKラドニチュキ・ニシュの下部組織に長く在籍したが、2008年にレッドスター・ベオグラードの下部組織に移った。翌年FKソポトで選手となった。2012年にレッドスター・ベオグラードに移籍。ラドニチュキ・クラグイェヴァツ、ラドニチュキ・ニシュへ期限付き移籍した。2015年にラドニチュキ・ニシュに完全移籍。2016年にパルチザン・ベオグラードに完全移籍。
2017年12月22日にギリシャ・スーパーリーグのクサンティFCに完全移籍、移籍金は明らかになっていない。
2020年9月30日、ラドニチュキ・ニシュに1年契約で復帰。